# Arimont
Arimont (Waals: Årimont) is een gehucht in Bévercé, deelgemeente van de stad Malmedy in de Belgische provincie Luik. Arimont ligt zo'n 2,5 kilometer ten oosten van het stadscentrum van Malmedy, bij de grens met Weismes.
De plaats ligt op een hoogte ten zuiden van het dal van de Warchenne.
Ruim een halve kilometer ten westen ligt het gehuchtje Bellevue, een kilometer ten zuidwesten het gehcuht Géromont, en anderhalve kilometer ten oosten het gehucht Hottleux in Weismes.

## Geschiedenis
Een oude vermelding van de naam gaat terug tot 1132 als Alrimont.
Op de Ferrariskaart uit de jaren 1770 is de plaats weergegeven als het gehucht Henrimont.
Tijdens de Franse bezetting op het eind van de 18de eeuw was het gebied deel van het Franse departement Ourthe; daarna was het in de 19de eeuw onderdeel van de Pruisische Rijnprovincie. In 1887 werden verschillende landelijke dorpjes en gehuchtjes rond de stad Malmedy samengebracht in een nieuwe gemeente (Landbürgermeisterei) Bévercé. Binnen die gemeente werd Arimont ondergebracht in de sectie (Landgemeinde) Géromont.
Na de Eerste Wereldoorlog werd het gebied met de gemeente Bévercé als deel van de Oostkantons aangehecht bij België.
Bij de gemeentelijke herindelingen werd Bévercé in 1977, met het gehucht Arimont, bij de gemeente Malmedy gevoegd.

## Bezienswaardigheden

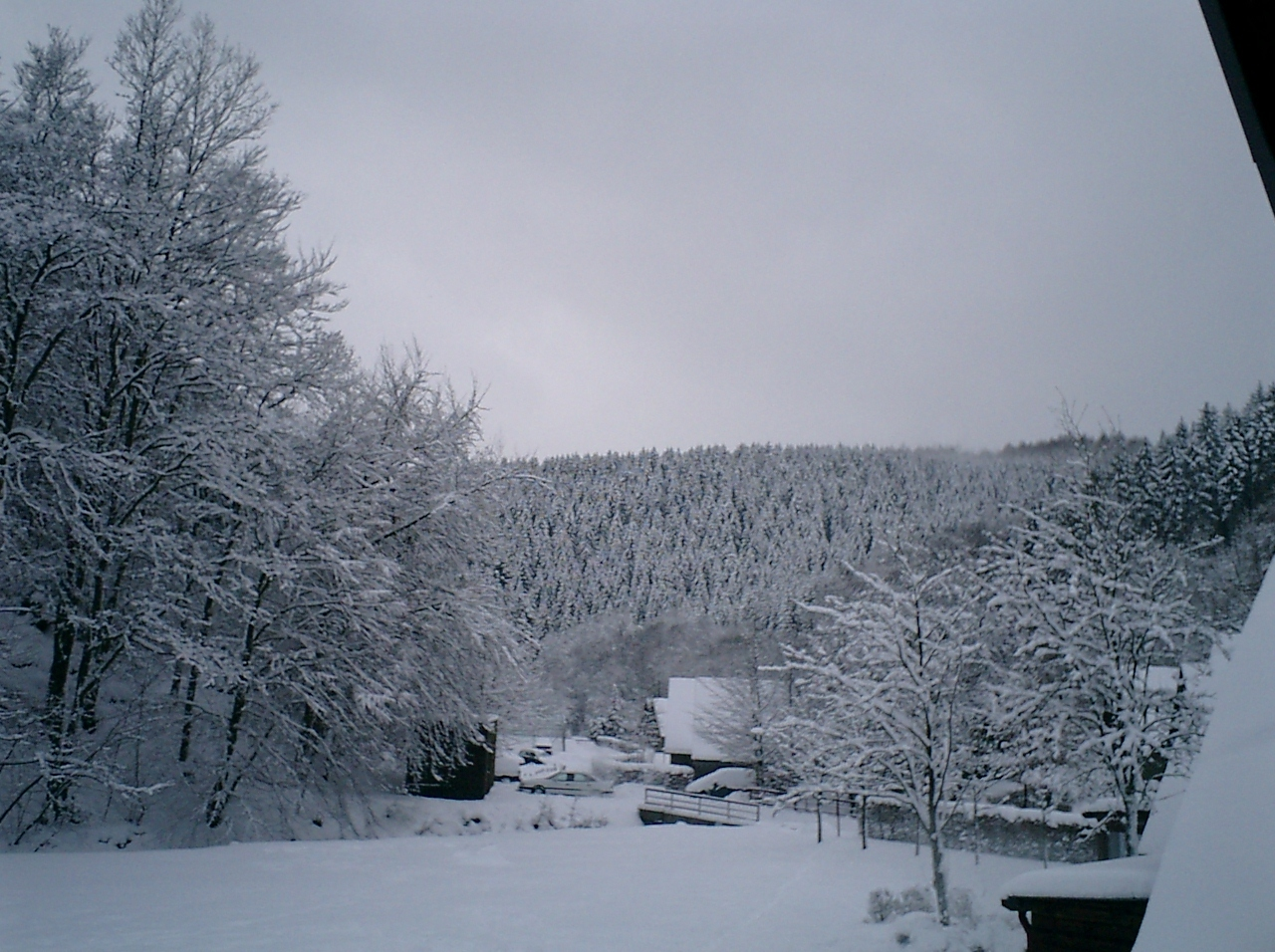
Val d'Arimont

- De Ferme d'Arimont, een U-vormige hoeve, die reeds is weergeven op 19de-eeuwse kaarten, en waarvan elementen zouden dateren uit de 18de eeuw.[2]
- Val d'Arimont, een vakantiepark ten noorden van Arimont, aan de Warchenne

Deelgemeenten: Bellevaux-Ligneuville · Bévercé · Malmedy

Overige kernen: Arimont · Baugnez · Bellevaux · Bernister · Boussire · Burnenville · Chevofosse · Chôdes · Cligneval · Difflot · Falize · Floriheid · G'doûmont · Géromont · Gohimont · Hédomont · Lamonriville · Lasnenville · Ligneuville · Longfaye · Macampagne · Mé · Meiz · Mont · Otaimont · Planche · Pont · Préaix · Reculémont · Ronxhy · Warche · Winbomont · Xhoffraix · Xhurdebise

Belgische gemeenten · arrondissement Verviers · provincie Luik · Wallonië